# August Wolfgang von Kinckel

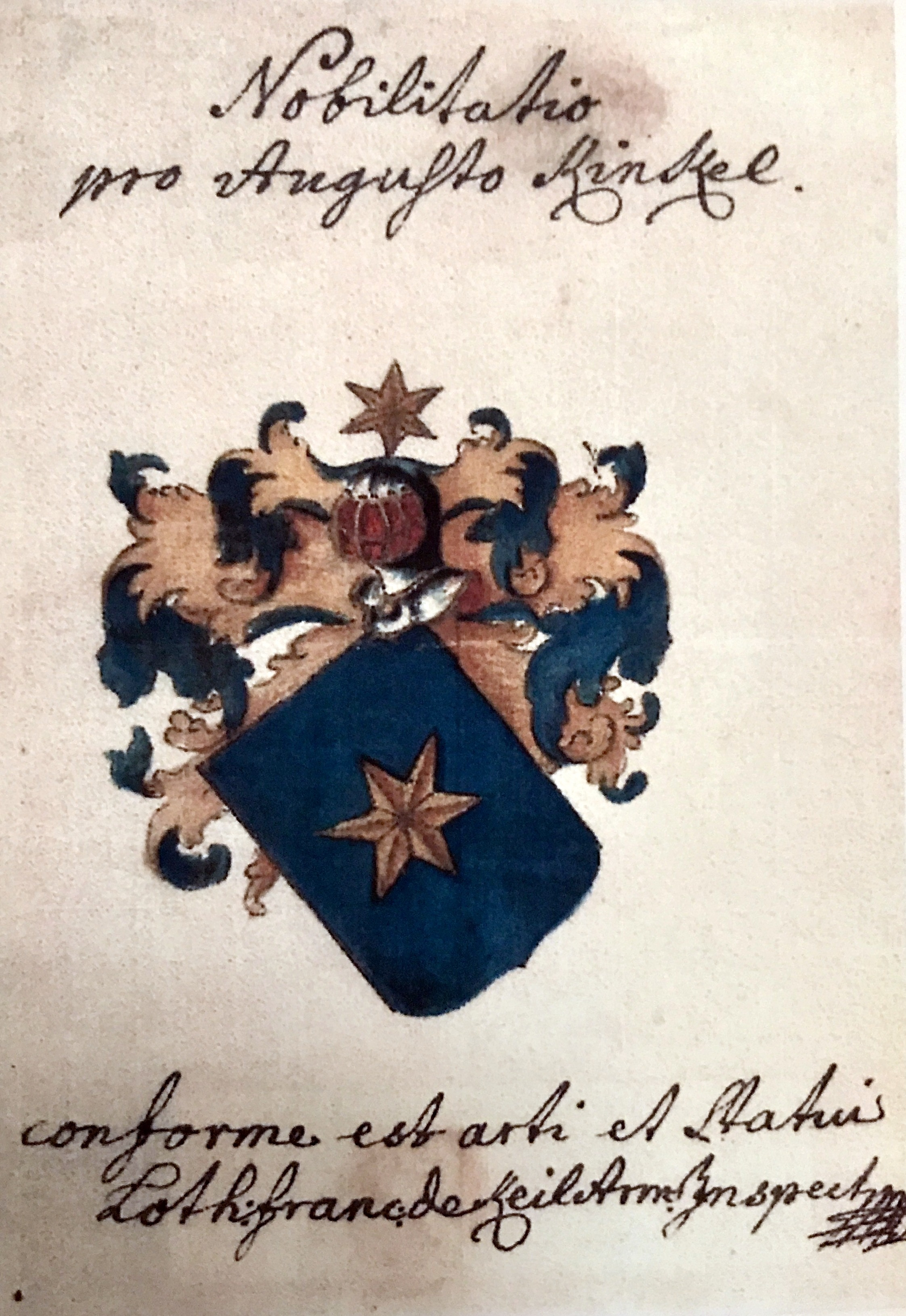

August Wolfgang von Kinckel (v. Kinkel), (* 20. Januar 1710 in Schorndorf; † 1768 in Wien) war Rechtskonsulent des Ritterkantons Odenwald in Heilbronn. Aus der Schorndorfer Bürgermeisterfamilie Künckelin stammend, wurde er 1752 in den Adelsstand erhoben.

## Leben
Er war der ältere Sohn des Schorndorfer Bürgermeisters Georg Thomas Künckelin (1680–1720), besuchte die Klosterschule in Blaubeuren und studierte danach Theologie in Tübingen. Offenbar hat er auch Rechtswissenschaft studiert, denn er trat 1734 als Rechtsgelehrter in die Dienste des Ritterkantons Odenwald, der seine Kantonsverwaltung seit 1720 in Heilbronn hatte. Nach Heilbronn folgte ihm auch sein jüngerer Bruder Wolfgang Thomas Künckelin (1714–1789), der dort ein Handelshaus errichtete. Er heiratete 1736 Rosina Elisabetha Pancug, die Schwester des Heilbronner Bürgermeisters Georg Heinrich von Pancug, so dass er nicht nur durch seine berufliche Stellung, sondern auch durch seine familiäre Bindung mit dem Heilbronner Patriziat zu den einflussreichsten Persönlichkeiten der Stadt zählte. Künckelin vertrat den Ritterkanton Odenwald u. a. bei Reichsversammlungen und beim kaiserlichen Hoflager. Noch vor 1750 wurde er zum Hofrat ernannt. Zwischen 1749 und 1751 verwaltete er für die Freiherren von Eyb deren Rittergut Meßbach.
Am 8. November 1751 verlieh Kaiser Franz I. das kleine Palatinat an August Wolfgang Künckelin, im Folgejahr wurde Künckelin am 30. September 1752 in den erblichen Adelsstand erhoben und nannte sich Freiherr von Kinckel. Als Wappen führte Kinckel einen rechts gelehnten blauen Schild, in dessen Mitte ein sechseckiger goldener Stern erscheinet; auf dem linken Eck des Schilds ruhet ein offener, adeliger, blau angelassener, rotgefütterter, rechts gekehrter Turnierhelm mit umhabenden goldenen Kleinod und beiderseits blau und goldenen Helmdecken, über welchem abermalen der goldene Stern zu ersehen.
Noch im Jahr der Adelserhebung kam es zu verleumderischen Anfeindungen gegen Kinckel, der den Ritterkanton um seine Freistellung bat. Der Kanton drängte Kinckel jedoch zum Verbleib im Amt. Nachdem Kinckel 1754 zum Wirklichen Kaiserlichen Rat ernannt wurde und in dieser Funktion auch Rechtsberater für andere Herrschaften war, genehmigte der Ritterkanton 1756 seine Entlassung und gewährte ihm eine jährliche Pension von 1000 Gulden.

## Familie
Mit seiner Gattin Rosina Elisabetha Pancug hatte er zehn Kinder, die alle in Heilbronn geboren wurden und von denen sechs das Erwachsenenalter erreichten:
- Rosina Elisabeth Freifrau von Kinckel (1736–1808), heiratete den Esslinger Bürgermeister Johann Andreas Harpprecht von Harpprechtstein (1706–1771) und in zweiter Ehe den Heilbronner Bürgermeister Georg Heinrich von Roßkampff (1720–1794)
- Carl August Heinrich von Kinckel (1739–1790), Generaladjutant beim Herzogtum Pfalz-Zweibrücken
- Georg August Heinrich von Kinckel (1741–1827), königlich-bayerischer Kämmerer und Generalleutnant
- Friedrich August von Kinckel (1745–1788), Pfalz-Sulzbachischer Regierungsrat und kurfürstlicher Bergrat in Mannheim
- Heinrich August von Kinckel (1747–1821), niederländischer Marineoffizier und Diplomat
- Sophia von Kinckel (1756–1830), heiratete den württembergischen Staatsrat Johann August von Reuss (1751–1820)